# Nora Miao
Nora Miao (cinese 苗可秀, pinyin Miáo Kěxiù) (Hong Kong, 8 febbraio 1952) è un'attrice hongkonghese.

## Biografia
È una attrice di Hong Kong famosa per aver lavorato in tre dei quattro successi internazionali di Bruce Lee, a seguito dei quali apparve in molte pellicole di kung-fu durante gli anni settanta. In quel periodo fece un lungo contratto con la Golden Harvest e continuò la sua carriera ad Hong Kong e Taiwan, dove diventò famosa per alcuni film d'amore. Ha avuto un buon rapporto con il divo di Taiwan Ko Chuen Hsiung, che ha affiancato in parecchi film. Ha recitato anche con Jackie Chan. Negli anni ottanta Nora Miao si ritirò dal mondo del cinema e negli anni novanta presentò uno show televisivo pomeridiano per la CFMT, un canale di Toronto. Attualmente vive a Toronto e presenta il programma radio Coffee Talk per la CCDC radio. Di tanto in tanto appare in commedie hongkonghesi.

## Filmografia parziale
- Il furore della Cina colpisce ancora (Tang shan da xiong o The Big Boss)/唐山大兄, regia di Lo Wei e Chia-hsiang Wu (1971)
- Dalla Cina con furore (Jing wu men o Fist of Fury)/精武門, regia di Lo Wei (1972)
- L'urlo di Chen terrorizza anche l'occidente (Meng long guojiang o Way of the Dragon)/猛龍過江, regia di Bruce Lee (1972)
- Il colpo segreto di Bruce Lee, regia di Joseph Velasco (1977)

## Doppiatrici italiane
- Serena Verdirosi in Dalla Cina con furore, L'urlo di Chen terrorizza anche l'occidente
- Germana Dominici in Il furore della Cina colpisce ancora